# Барабинск (станция)
Бара́бинск — узловая железнодорожная станция Новосибирского региона Западно-Сибирской железной дороги, находящаяся в городе Барабинске Новосибирской области.
На станции расположено локомотивное депо Барабинск. Станция смены локомотивных бригад.

## Пассажирское сообщение

### Пригородное сообщение
| № поезда    | Маршрут движения        | № поезда    | Маршрут движения        |
| ----------- | ----------------------- | ----------- | ----------------------- |
| Пригородный | Барабинск — Татарская   | Пригородный | Татарская — Барабинск   |
| Пригородный | Новосибирск — Барабинск | Пригородный | Барабинск — Новосибирск |
| Пригородный | Чулымская — Барабинск   | Пригородный | Барабинск — Чулымская   |

### Дальнее следование по станции
По графику 2021 года через станцию курсируют следующие поезда дальнего следования:

#### Круглогодичное движение поездов
| № поезда         | Маршрут движения              | № поезда         | Маршрут движения              |
| ---------------- | ----------------------------- | ---------------- | ----------------------------- |
| 1 «Россия»       | Владивосток — Москва          | 2 «Россия»       | Москва — Владивосток          |
| 3                | Пекин — Москва                | 4                | Москва — Пекин                |
| 5                | Улан-Батор — Москва           | 6                | Москва — Улан-Батор           |
| 11               | Владивосток — Самара          | 12               | Самара — Владивосток          |
| 13 «Новокузнецк» | Новокузнецк — Санкт-Петербург | 14 «Новокузнецк» | Санкт-Петербург — Новокузнецк |
| 19 «Восток»      | Пекин — Москва                | 20 «Восток»      | Москва — Пекин                |
| 37 «Томич»       | Томск — Москва                | 38 «Томич»       | Москва — Томск                |
| 55 «Енисей»      | Красноярск — Москва           | 56 «Енисей»      | Москва — Красноярск           |
| 59               | Новокузнецк — Кисловодск      | 60               | Кисловодск — Новокузнецк      |
| 63               | Новосибирск — Минск           | 64               | Минск — Новосибирск           |
| 67               | Абакан — Москва               | 68               | Москва — Абакан               |
| 69               | Чита — Москва                 | 70               | Москва — Чита                 |
| 81               | Улан-Удэ — Москва             | 82               | Москва — Улан-Удэ             |
| 87 «Иртыш»       | Новосибирск — Омск            | 88 «Иртыш»       | Омск — Новосибирск            |
| 91               | Северобайкальск — Москва      | 92               | Москва — Северобайкальск      |
| 97               | Тында — Кисловодск            | 98               | Кисловодск — Тында            |
| 99               | Владивосток — Москва          | 100              | Москва — Владивосток          |
| 103              | Новосибирск — Брест           | 104              | Брест — Новосибирск           |
| 115              | Томск — Адлер                 | 116              | Адлер — Томск                 |
| 117              | Новокузнецк — Москва          | 118              | Москва — Новокузнецк          |
| 125 «Обь»        | Новосибирск — Новый Уренгой   | 126 «Обь»        | Новый Уренгой — Новосибирск   |
| 127              | Красноярск — Адлер            | 128              | Адлер — Красноярск            |
| 129              | Красноярск — Анапа            | 130              | Анапа — Красноярск            |
| 137              | Новокузнецк — Нижневартовск   | 138              | Нижневартовск — Новокузнецк   |
| 139              | Барнаул — Адлер               | 140              | Адлер — Барнаул               |
| 147              | Новосибирск — Омск            | 148              | Омск — Новосибирск            |
| 627              | Новосибирск — Кулунда         | 628              | Кулунда — Новосибирск         |

#### Сезонное движение поездов
| № поезда | Маршрут движения                  | № поезда | Маршрут движения                  |
| -------- | --------------------------------- | -------- | --------------------------------- |
| 203      | Томск — Анапа                     | 204      | Анапа — Томск                     |
| 205      | Иркутск — Анапа                   | 206      | Анапа — Иркутск                   |
| 229      | Северобайкальск — Анапа           | 230      | Анапа — Северобайкальск           |
| 235      | Тында — Анапа                     | 236      | Анапа — Тында                     |
| 241      | Иркутск — Адлер                   | 242      | Адлер — Иркутск                   |
| 243      | Новокузнецк — Анапа               | 244      | Анапа — Новокузнецк               |
| 249      | Новокузнецк — Имеретинский курорт | 250      | Имеретинский курорт — Новокузнецк |
| 269      | Чита — Адлер                      | 270      | Адлер — Чита                      |
| 273      | Северобайкальск — Адлер           | 274      | Адлер — Северобайкальск           |

## Галерея
- Электровоз ЧС2-010 на перроне станции Барабинск
- Паровоз Л-1067 на перроне станции Барабинск
- Мемориальная доска бронепоезду Сибиряк-Барабинец, установлена на здании вокзала станции Барабинск
- Прибывающий электровоз ЭП2К-345 с поездом № 91 Северобайкальск — Москва